# Ana Wagener
María Ana Álvarez Wagener (Las Palmas de Gran Canaria, 25 agosto 1962) è un'attrice spagnola.

## Filmografia parziale

### Cinema
- El bola, regia di Achero Mañas (2000)
- Besos para todos, regia di Jaime Chávarri (2000)
- Che faresti per amore? (¿Tú qué harías por amor?), regia di Carlos Saura Medrano (2001)
- Torremolinos 73 - Ma tu lo faresti un film porno? (Torremolinos 73), regia di Pablo Berger (2003)
- La suerte dormida, regia di Ángeles González Sinde (2003)
- Las voces de la noche, regia di Salvador García Ruiz (2003)
- Horas de luz, regia di Manolo Matji (2004)
- 7 vírgenes, regia di Alberto Rodríguez Librero (2005)
- Vida y color, regia di Santiago Tabernero (2005)
- Azuloscurocasinegro, regia di Daniel Sánchez Arévalo (2006)
- Cabeza de perro, regia di Santi Amodeo (2006)
- ¿Por qué se frotan las patitas?, regia di Álvaro Begines (2006)
- Tocar el cielo, regia di Marcos Carnevale (2007)
- El patio de mi cárcel, regia di Belén Macías (2008)
- El amor se mueve, regia di María Mercedes Afonso Padrón (2008)
- Los años desnudos (Clasificada S), regia di Dunia Ayaso e Félix Sabroso (2008)
- Biutiful, regia di Alejandro González Iñárritu (2010)
- Todo lo que tú quieras, regia di Achero Mañas (2010)
- Secuestrados, regia di Miguel Ángel Vivas (2010)
- La voz dormida, regia di Benito Zambrano (2011)
- El perfecto desconocido, regia di Toni Bestard (2011)
- Fènix 11·23, regia di Joel Joan e Sergi Lara (2012)
- A escondidas, regia di Mikel Rueda (2014)
- Vulcania, regia di José Skaf (2015)
- Contrattempo, regia di Oriol Paulo (2016)
- Il regno (El reino), regia di Rodrigo Sorogoyen (2018)
- Tuo figlio (Tu hijo), regia di Miguel Ángel Vivas (2018)
- Durante la tormenta, regia di Oriol Paulo (2018)
- Inciso nelle ossa (Legado en los huesos), regia di Fernando González Molina (2019)

### Televisione
- Hermanas (1998)
- Raquel busca su sitio (2000)
- El grupo (2000-2001)
- Policías, en el corazón de la calle (2000-2001)
- La señora (2008-2010)
- 14 de abril. La República (2011)
- Con el culo al aire (2013)
- Alba (2021)
- Privacy (Intimidad) (2022)
- Benvenuti ad Eden (2022-in corso)